# Wielka Wieś (powiat miechowski)
Wielka Wieś – wieś w Polsce położona w województwie małopolskim, w powiecie miechowskim, w gminie Książ Wielki.
| SIMC    | Nazwa     | Rodzaj     |
| ------- | --------- | ---------- |
| 0246913 | Zygmuntów | przysiółek |

Dawniej siedziba gminy Książ Wielki. W latach 1975–1998 miejscowość należała administracyjnie do województwa kieleckiego.
W Wielkiej Wsi urodził się Tadeusz Nowakowski (1898–1940), major kawalerii Wojska Polskiego.